# Cosmo Duff Gordon
Sir Cosmo Edmund Duff Gordon, 5º Baronete DL (22 de julho de 1862 - 20 de abril de 1931) foi um importante proprietário de terrenos Britânico. Após a conclusão dos estudos em Eton, Duff Gordon tornou-se campeão olímpico de esgrima.
Juntamente com a sua esposa Lucy, estilista de renome internacional, embarcou na viagem inaugural do RMS Titanic em abril de 1912. Quando o navio colidiu com um icebergue e começou a afundar, o casal embarcou no bote salva-vidas número 1, que partiu com apenas doze pessoas a bordo, apesar de ter espaço suficiente para transportar quarenta. O fato de que o bote não regressou ao local do naufrágio para procurar pessoas vivas na água gélida e as cinco libras que Duff Gordon ofereceu aos marinheiros que tripulavam o bote salva-vidas fizeram a sociedade pensar que o aristocrata tinha agido de maneira covarde e pouco escrupulosa para salvar a própria vida. Os Duff Gordons foram atacados pela opinião pública, tendo a sua reputação ficado manchada pela polêmica instalada em volta do seu nome.

## Biografia
Duff Gordon nasceu aos 22 de julho de 1862, filho d'O Honorável Cosmo Lewis Duff Gordon e de Anna Maria Antrobus. Cosmo Duff Gordon recebeu a sua instrução em Eton College e lá praticou esgrima. Em 1896, tornou-se o quinto baronete da propriedade da sua família, sucedendo a Maurice Duff Gordon. O seu título tem origem numa licença régia conferida ao seu tio-avô em 1813, em reconhecimento da sua bravura ao auxílio da Coroa durante a Guerra Peninsular.
Em 1900, Duff-Gordon married Lucy Christiana Wallace, a filha mais velha de Douglas Sutherland. 'Lucile', como então era conhecida profissionalmente, era designer de moda de uma firma de alta-costura da qual Duff Gordon pertencia à Direção.
Em 1906, Cosmo Duff Gordon fez parte da equipa Britânica de esgrima que participou nos Jogos Olímpicos Intercalados de 1906, tendo sido detentor da medalha de prata. Em 1908 participou, também, no comité de esgrima nos Jogos Olímpicos de Verão, em Londres.

### RMSTitanic
Sir Cosmo Duff Gordon e a sua esposa embarcaram no RMS Titanic em Cherburgo, a 10 de abril de 1912. O seu bilhete custou £ 39,12s (o equivalente a cerca de  £ 3 668 atualmente, ou € 4 450), tendo ocupado o camarote A-16 e a sua esposa o camarote A-20. Com eles viajava ainda a secretária de Lucy, Laura Mabel Francatelli, que ocupou o camarote E-36.
Quando o transatlântico colidiu com um icebergue na noite de 14 de abril, Duff Gordon não acordou de imediato. Foi acordado pela sua esposa, que havia sentido a colisão. O casal e a secretária subiram ao convés, seguindo as ordens do Capitão, E.J. Smith. Sir Cosmo aproximou-se do Primeiro Oficial, William McMaster Murdoch, que estava a supervisionar o lançamento do bote salva-vidas número 1, e perguntou-lhe se podiam subir a bordo; Murdoch respondeu afirmativamente e, uns minutos depois, à 1h10, o bote foi lançado ao mar com apenas doze pessoas a bordo (sete das quais eram membros da tripulação).
Depois do navio se afundar e desaparecer debaixo das águas do Atlântico Norte, o fogueiro Charles Hendrickson perguntou aos que estavam consigo no bote se deviam regressar para resgatar as pessoas que nadavam na água gélida, mas a Lady Duff Gordon avisou que seria provável que fossem afundados por pessoas que tentariam subir a bordo. Os homens concordaram que seria perigoso regressar. Os doze sobreviventes começaram a remar em direção a uma luz que se podia ver muito distante, o RMS Carpathia, que tinha vindo em auxílio dos passageiros do Titanic.

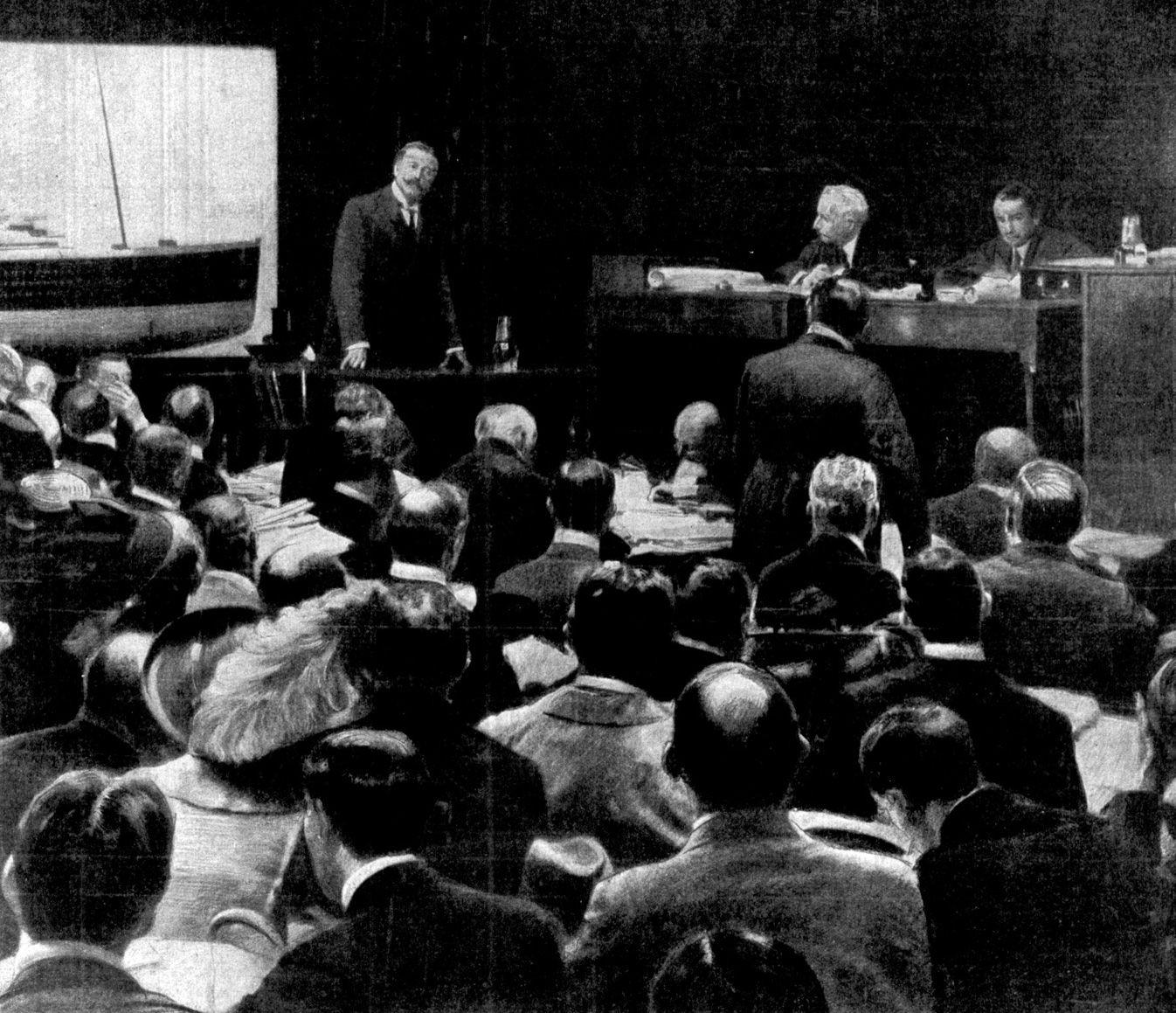
Sir Cosmo Duff Gordon dá o seu testemunho perante Comissão de Inquérito relativa ao naufrágio do Titanic em 1912

Enquanto remavam em direção à luz, o fogueiro Robert Pusey desabafou que haviam perdido todas as suas posses e que a White Star Line não iria contar os dias após o naufrágio do Titanic para o seu ordenado. O passageiro abastado prometeu-lhes cinco libras (o equivalente a £ 460 atualmente, ou € 560) assim que chegassem. Duff Gordon cumpriu esta promessa já a bordo do RMS Carpathia.
Esta história chegou aos ouvidos da opinião pública e não tardou que os jornais da época o rotulassem como covarde, acusando-o de ter subornado oficiais do Titanic de modo a que o deixassem subir a bordo de um dos botes, são e salvo, enquanto mulheres e crianças se afundavam com o navio. Duff Gordon e a esposa foram chamados a testemunhar perante a comissão de inquérito levantada ao naufrágio do navio, encabeçada pelo Visconde Mersey, onde este se defendeu das acusações que a sociedade lhe apontava. Segundo o que foi apurado pelo inquérito, Duff Gordon não cometeu os atos imorais e quase criminosos de que foi acusado mas, mesmo ilibado, o seu nome permaneceu manchado para o resto da sua vida.

### Morte
Duff Gordon faleceu a 20 de abril de 1931, de causas naturais, em Londres. Foi, subsequentemente, enterrado no Brookwood Cemetery, perto de Woking no Surrey.